# Військовий капелан
Військовий капелан — священнослужитель, який здійснює душпастирство над військовими і здебільшого їх сім'ями та цивільними особами, які працюють для військових. Подекуди вони також працюють із місцевими цивільними особами у військовій зоні операцій. Військові капелани є частиною збройних сил багатьох країн, зокрема і України, де вони виконують важливу роль у зміцненні морального духу військовослужбовців.
Історично їхнім аналогом у Російській імперії був полковий священник — організатор духовного, морального та патріотичного виховання військовослужбовців. Полкові священники були частиною військового духовенства та здійснювали релігійну опіку над солдатами й офіцерами. Нижчі чини (гусари, улани, драгуни, солдати тощо) зобов'язані були віддавати їм честь і звертатися «Ваше Благороддя». У військово-морському флоті їх називали корабельними священниками
Хоча термін капелан спочатку мав християнські корені, його загалом використовують у військових організаціях для опису всіх спеціалістів, спеціально підготованих для обслуговування будь-яких духовних потреб, незалежно від релігійної приналежності. Окрім надання душпастирської допомоги людям та підтримки їхніх релігійних прав та потреб, військові капелани можуть також консультувати виконавчу владу з питань релігії, етики та моралі. Вони також можуть налагоджувати зв'язки з місцевими релігійними лідерами, намагаючись використовувати роль релігії як потужного чинника підняття духу військовослужбовців, а також чинника примирення та миру.
Військові капелани зазвичай представляють релігійну чи віруючу групу, але працюють із військовослужбовцями будь-яких віросповідань. Деякі країни, такі як Нідерланди та Бельгія, також використовують капеланів-гуманістів, які пропонують нерелігійний підхід до капеланської підтримки.

## Історія

### Україна

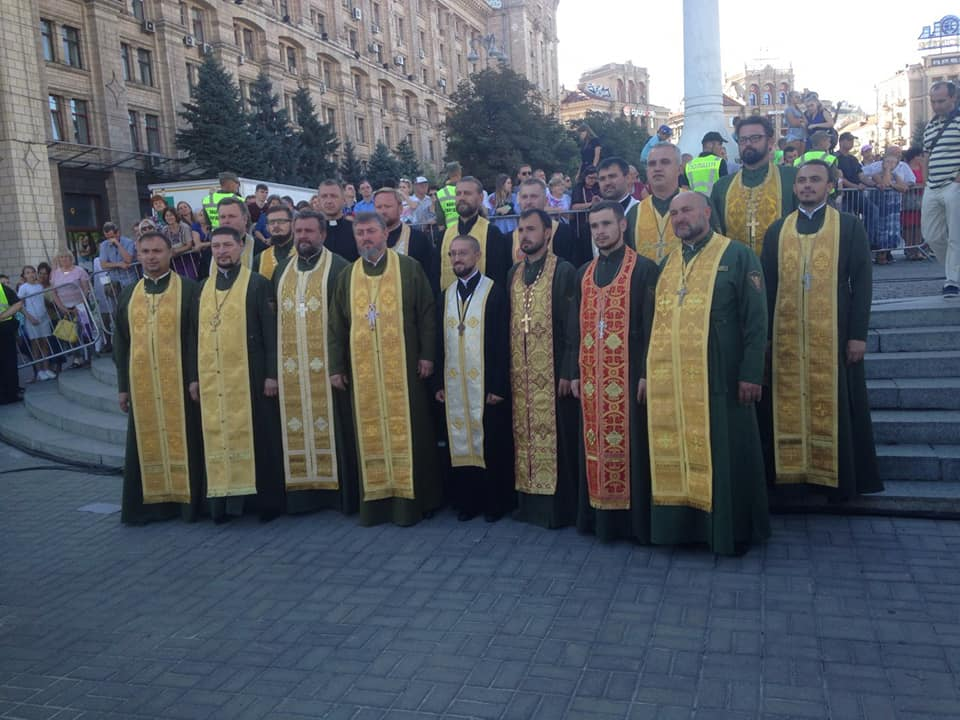
Військові капелани на репетиції Параду до Дня Незалежності в Києві у 2018 році

У 1847 році греко-католицький єпископ Іван Снігурський добився від австрійського імператора Фердинанда І запровадження в австрійському війську для вояків-галичан з Львівської митрополії інституту полкових греко-католицьких капеланів
Останніми роками військові капелани відіграють дедалі важливішу роль у Збройних силах України. З початком військового вторгнення Росії в Україну у 2014 році багато українських громадян із релігійним досвідом добровільно долучилися до служби в армії як капелани окремих батальйонів і полків Сухопутних військ України, що брали участь у Антитерористичній операції під час війни на Донбасі. За словами прем'єр-міністра України Арсенія Яценюка, метою залучення капеланів було підвищення морального духу української армії під час конфлікту.
Спочатку Українська греко-католицька церква призначила близько 70 священників для роботи з відповідними підрозділами, серед яких були представники католицької, православної та протестантської конфесій. Центр військового капеланства Української греко-католицької церкви є однією з найвідоміших капеланських організацій в Україні, що надає духовну підтримку та пастирську опіку офіцерам, солдатам і їхнім родинам. Зокрема, 6 грудня 2011 р. під опікою Центру військового капеланства УГКЦ у Львові був відкритий найбільший храм для військових в Україні — Гарнізонний храм святих апостолів Петра і Павла. Настоятелем цього храму є священослужитель та військовий капелан Тарас Михальчук.
Відомим українським військовим капеланом є Іван Гриньох, який служив у батальйоні «Нахтігаль» під час Другої світової війни.
Раніше капелан не був офіційною військовою посадою, а виконував свою місію на волонтерських засадах. 22 січня 2021 року до Верховної Ради України внесено законопроєкт «Про військове капеланство». 30 листопада 2021 року ухвалений закон підписаний президентом Володимиром Зеленським.
У 2022 році формуються керівні служби управління військовим капеланством у Збройних силах України, Національній гвардії України, Державній прикордонній службі та інших воєнізованих формування підпорядкованих Міністерсву оборони України. Найчисельнішою службою управління на сьогодні є Служба військового капеланства ЗСУ. В обов'язки служб входить організація та контроль за військовою капеланською діяльністю, сприяння в організації задоволення релігійних та духовних потреб військовослужбовців та членів їхніх сімей.
У 2022 році на офіцерські посади військових капеланів почали заступати представники релігійних організацій, які отримали дозвіл від Державної служби України з етнополітики та свободи совісті, який дає право зайняти капеланську посаду у війську. З 2022 р. на посадах військових капеланів служать представники традиційних та нетрадиційних християнських конфесій, а також представники ісламу.

### Російська Імперія

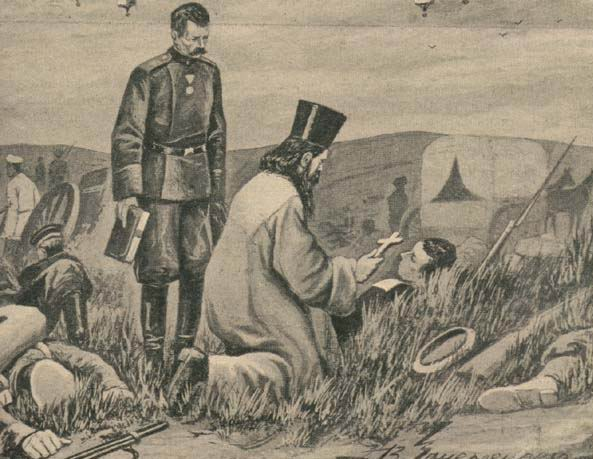
Полковий священник причащає пораненого, Російсько-японська війна 1904—1905 років

У 1647 році у другому військовому статуті «Учіння і хитрість ратного строю піхотних людей», виданому Московською друкарнею за царювання Олексія Михайловича, у розділі, що визначає жалування військових чинів, уже згадується полковий священник (військовий капелан).
З 1706 року з приходів почали стягувати спеціальний збір — «підможні гроші» — на користь полкових священників і флотських ієромонахів. До XIX століття військові священники підпорядковувалися місцевому єпархіальному начальству за місцем розташування військових частин.
У 1797 році на чолі всього військового та морського духовенства в адміністративному і судовому відношеннях був поставлений обер-священник армії та флоту, якому було доручено «головне начальство» над полковими священниками. Першим обер-священником російської армії та флоту був затверджений протоієрей Павло Озерецковський, якому надали право безпосередньо доповідати імператору, минаючи Святійший Синод.
Полкові священники становили найчисленніший загін військового духовенства, вони прирівнювалися до офіцерів у чині капітана та отримували майже повне капітанське забезпечення: платню у розмірі 366 рублів на рік, стільки ж на харчування, не враховуючи інших видів забезпечення. За вислугу років встановлювалися надбавки: за 10 років служби у військовому відомстві — 25% від жалування, за 20 років — половина жалування.
Наприкінці XIX століття в російській армії та флоті налічувалося близько 5 тисяч осіб з-поміж військового духовенства. Кількісний склад священників у російській армії визначався штатами, затвердженими військовим міністром.
Головним завданням священника у воєнний час, окрім проведення богослужінь, було впливати на свою паству особистим прикладом, твердістю духу у складних ситуаціях, стійкістю у виконанні військового обов'язку. Вони також брали участь у прийнятті присяги новобранцями.
«Полковий священник бере на себе особливу надзвичайну місію під час битви російського воїнства з ворогом. Священник має запастися самопожертвою, щоб, стоячи в запалі битви, бути здатним підтримувати в армії надію на допомогу Божу і власні сили, вдихнути в неї патріотичний героїзм до Царя і Вітчизни», — писав Н. К. Невзоров.
Під час бою місце полкового священника було на передовому перев'язувальному пункті, де збиралися поранені, які потребували моральної підтримки та медичної допомоги. Тому від священника вимагалося не тільки виконання своїх прямих обов'язків, а й уміння надавати медичну допомогу. У разі потреби, коли цього вимагали обставини, полкові священники знаходилися і серед воюючих.
У російській армії полковими священниками були представники різних конфесій — християнства, юдаїзму, ісламу (полковий мулла).

### Росія
24 січня 2010 року Міністром оборони Російської Федерації було підписано положення «Про організацію роботи священнослужителів із військовослужбовцями у військових частинах Російської Федерації», на підставі якого у збройних силах вводиться посада полкових священників (у тих частинах, де для цього є передумови). Ініціатива виходила від Міністерства оборони. Незалежно від цього, у всіх єпархіях уже давно та плідно працюють відділи взаємодії з Збройними силами Росії.
У серпні 2015 року на засіданні Міжрелігійної ради Росії було розглянуто пропозицію щодо створення неформальних робочих груп із представників традиційних релігій при помічниках начальників територіальних УФСВП для роботи з віруючими у військових частинах. Висловлюючись щодо складу груп, культуролог Юсуф Малахов зазначив, що до штатів режимних установ для виконання цілей морального виховання не повинні призначатися духовні особи, щоб уникнути конфлікту інтересів між різними централізованими організаціями, коли кожна з них намагатиметься призначити свого представника. Він запропонував визначити на ці позиції чинних офіцерів, які могли б поєднувати звичну службу з релігійною діяльністю, що також дозволило б уникнути зайвих витрат на підготовку нових кадрів.

### США
У 2006 році навчальні матеріали, отримані американською розвідкою, засвідчили, що повстанцям-снайперам, які воюють в Іраку, було запропоновано вирізняти й атакувати інженерів, медиків та капеланів; за тим підходом, ці втрати деморалізують цілі ворожі підрозділи. До навчальних матеріалів було долучено посібник з навчання повстанців-снайперів, розміщений в Інтернеті. Серед його порад щодо розстрілу американських військ сказано: «Вбивство лікарів і капеланів пропонується як засіб психологічної війни».

## Відомі капелани та полкові священники
- Богословський Андрій Олександрович — кавалер чотирьох орденів Російської імперії (враховуючи орден Св. Георгія 4-го ступеня) та ордена Почесного легіону.
- Васильковський Василь — перший російський полковий священник, відзначений вищою військовою нагородою Росії — ордена Св. Георгія 4-го ступеня.[16]
- Гратинський Михайло Андрійович — нагороджений золотим хрестом на Георгіївській стрічці.
- Гриньох Іван Михайлович — український богослов, військовий капелан, нагороджений Золотим хрестом заслуги УПА.
- Глаголєв Олександр Олександрович — протоієрей.
- Дудицький Михайло Доментійович — кавалер ордена Св. Георгія 4-го ступеня (нагороджений 31 серпня 1917 року).[17]
- Йоанникій (Савінов) — служив у флотському екіпажі; четвертий священнослужитель, відзначений орденом Св. Георгія 4-го ступеня.[16][18]
- Іов (Камінський) — другий священник, нагороджений орденом Св. Георгія 4-го ступеня.[16]
- Михайлов Феодор Матвійович — нагороджений золотим наперсним хрестом на Георгіївській стрічці.[19]
- Никодим (Нагаєв) — нагороджений орденом Св. Георгія 4-го ступеня та Георгіївською зброєю.
- П'ятибоков Іоанн Матвійович — третій священник, нагороджений орденом Св. Георгія 4-го ступеня.[16]
- Тулупов Євтихій — кавалер ордена Св. Георгія 4-го ступеня (посмертно, 13 вересня 1916 року).
- Щербаковський Стефан Васильович — п'ятий кавалер ордена Св. Георгія 4-го ступеня (нагороджений 27 листопада 1904 року).